# Calle Isla de Flores
 (janvier 2020).
Si vous disposez d'ouvrages ou d'articles de référence ou si vous connaissez des sites web de qualité traitant du thème abordé ici, merci de compléter l'article en donnant les références utiles à sa vérifiabilité et en les liant à la section « Notes et références ».
La rue Isla de Flores est une rue de la ville de Montevideo. Elle traverse les quartiers Barrio Sur et Palermo de Montevideo. C'est la suite de la rue Carlos Gardel et qui se poursuit de la rue Carlos Quijano à la rue Juan D. Jackson.

## Llamadas
C'est dans cette rue qu'a lieu le défilé des llamadas de candombe, concours spectaculaire qui intègre des sociedades de negros y lubolos de tout le pays. Il s'agissait initialement d'une manifestation spontanée qui, au son des tambours, appelait à la rencontre et au parcours de la rue en suivant le rythme du candombe et de sa danse.
Jusqu'en 1956, ces défilés partaient des conventillos, où vivaient presque toutes les familles noires d'Uruguay, et particulièrement les deux plus connus, les conventillos Mediomundo et Ansina, dans les quartiers Palermo] et Barrio Sur. Ces conventillos ont fermé et ont été détruits dans les années 1970.

## Centres culturels
Dans cette rue se trouve l'asociación civil "Africanía", qui veut revaloriser les traditions d'origine africaine des peuples de cette origine installés en Uruguay, ainsi que leur participation à l'identité uruguayenne. Dans la même rue se trouve la Casa de la Cultura Afrouruguaya.

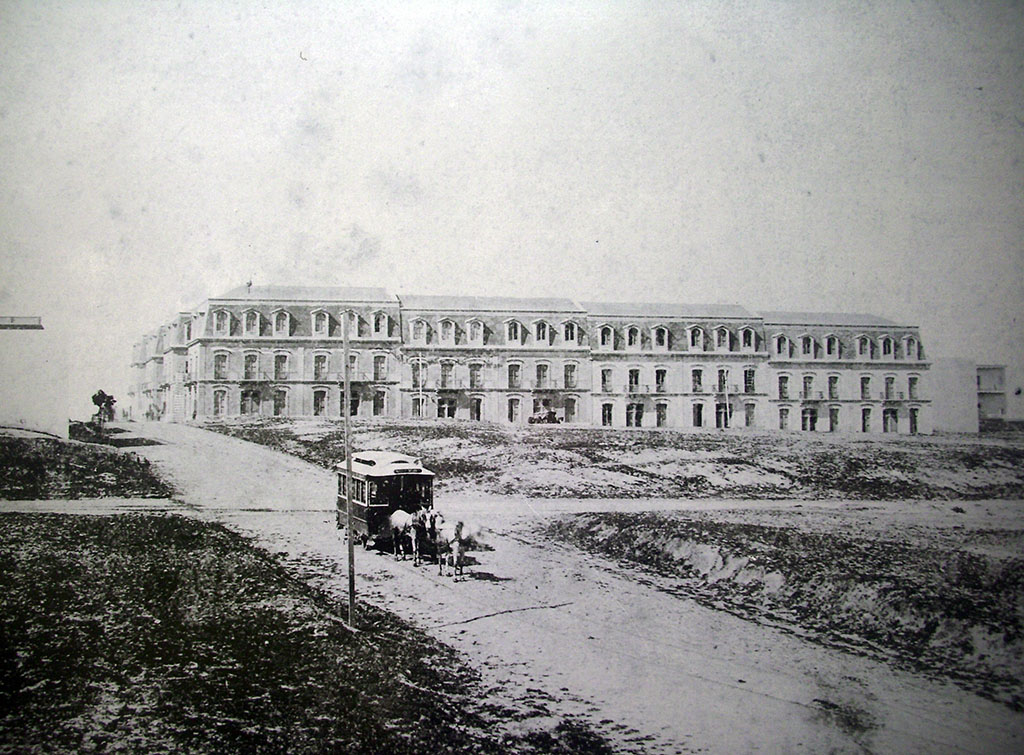
Vue du Complexe Reus, dans les années 1900.
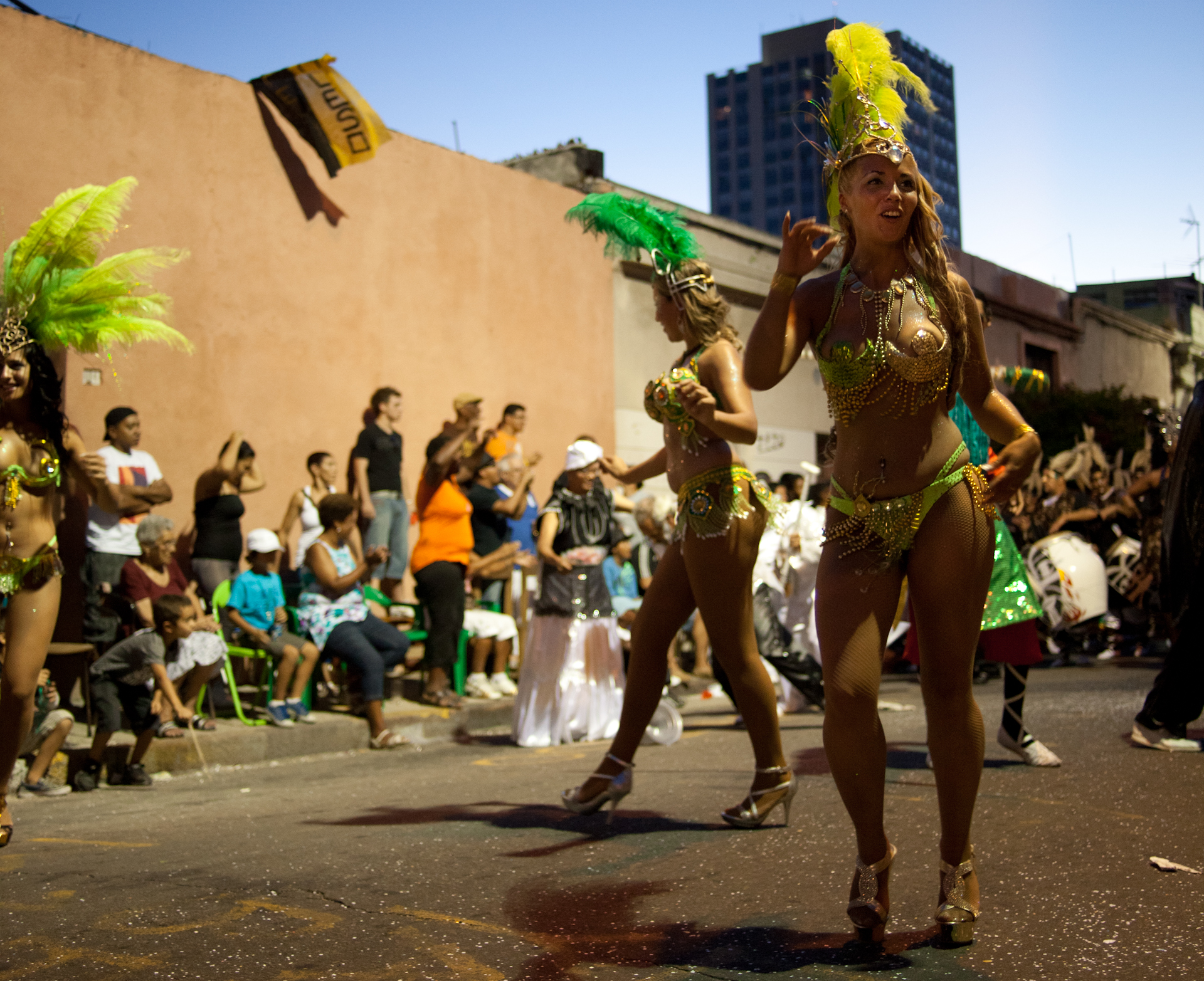
Desfile de Llamadas à Montevideo en 2011.
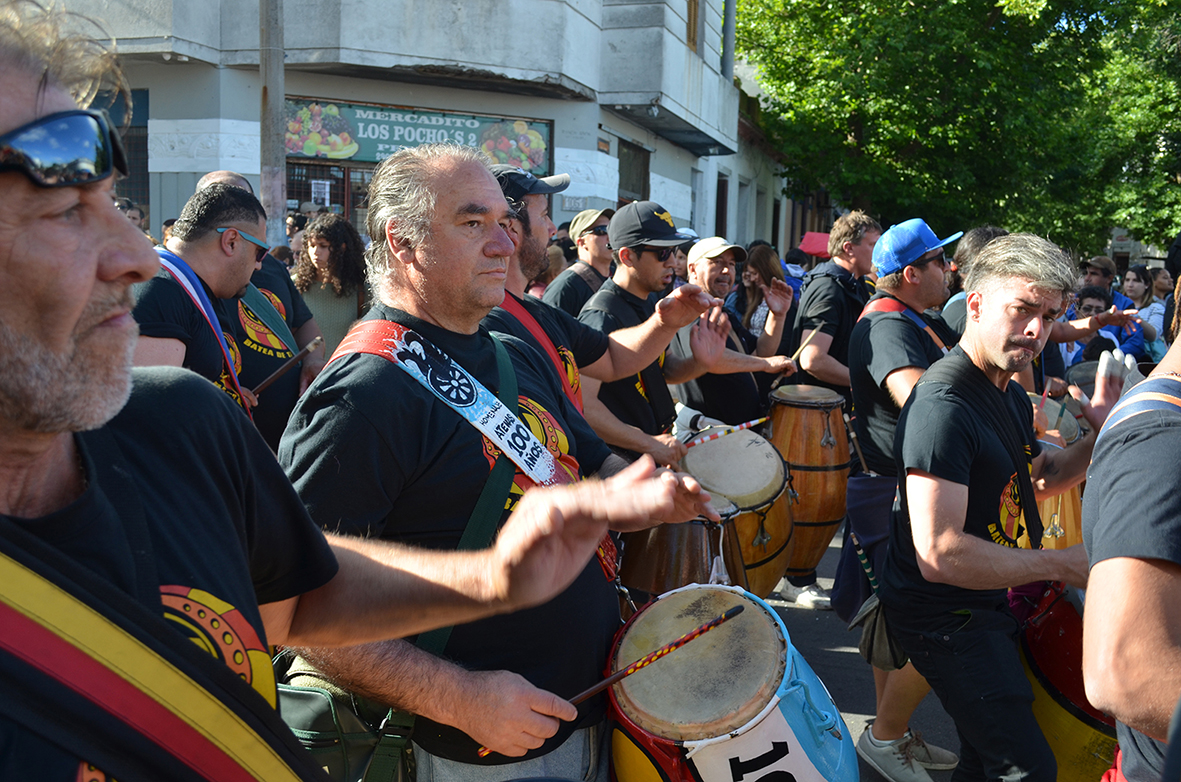
Défilé des llamadas le 2 décembre 2018 dans la rue Isla de Flores à Montevideo